# Syndroom van Carpenter
Het syndroom van Carpenter is een zeldzaam (ca. 1:200.000) autosomaal recessief craniosynostosesyndroom. Dit houdt in dat de schedelnaden van de foetus en de baby te snel sluiten zodat de schedel onvoldoende kan uitzetten. Hierdoor wijkt de schedelvorm af van het normale. Afhankelijk van welke schedelnaden te vroeg sluiten, zal het hoofd meer uitzetten naar de later sluitende naden. Bij het syndroom van Carpenter ziet men vaak een hoge schedel; verder treden samengroeiingen van de vingers en tenen op (syndactylie) en te veel vingers of tenen (polydactylie).

## Frequent voorkomende symptomen
- craniosynostose: vaak met een hoge schedel
- epicanthusplooi
- polydactylie
- syndactylie
- kleinere gestalte
- hartafwijkingen
- navelbreuk
- X-benen
- luxatie van de knieschijven
- mentale retardatie

## Behandeling
Aan de oorzaak, de genetische afwijking, kan niets gewijzigd worden. Een behandeling betreft het corrigeren van de klinische tekens en symptomen. De schedelnaden worden heropend om de druk in de schedel te verminderen, een normalere remodellering van het hoofd te bekomen en verdere afwijkingen van de hersenen tegen te gaan. Reeds abnormaal aangelegde hersens kunnen niet gecorrigeerd worden.
Extra vingers en/of tenen worden meestal chirurgisch verwijderd vanaf de leeftijd van een jaar. Syndactylie, verklevingen van vingers of tenen, wordt dan gelijktijdig operatief gecorrigeerd. Syndactylie van de tenen belemmert echter de functionaliteit niet en wordt daarom vaak niet behandeld.

## Incidentie
In Nederland komt dit syndroom voor bij 1 op 200.000 geboortes.
Andere craniosynostosesyndromen zijn:
- Syndroom van Apert
- Syndroom van Cohen
- Syndroom van Crouzon
- Syndroom van Pfeiffer
- Syndroom van Saethre-Chotzen